# 쩐민띠엣

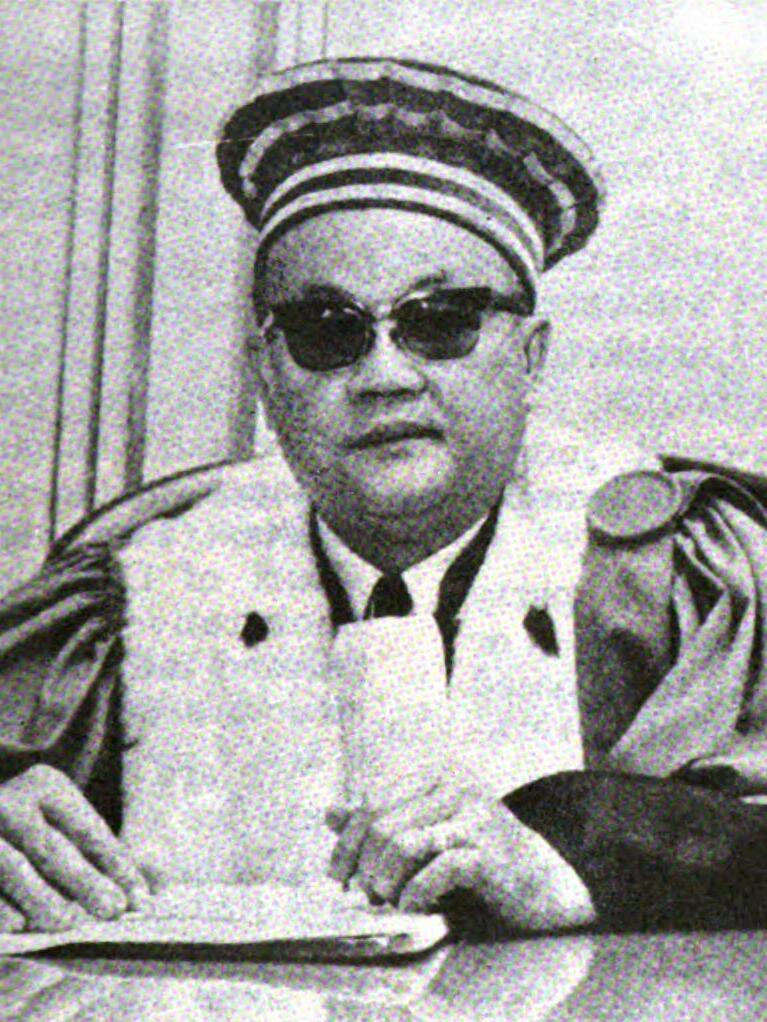
쩐민띠엣

쩐민띠엣(베트남어: Trần Minh Tiết, 1922년 12월 28일 ~ 1986년 4월 18일)은 베트남의 법조인이다. 베트남 공화국(남베트남)의 내무부 장관, 대법원장을 역임했다.

## 공직 생활

### 내무부 장관
쩐민띠엣은 남베트남의 응오딘지엠 대통령 재임 기간(1954년 ~ 1963년) 동안에 내각에서 내무부 장관을 역임했다. 응오딘디엠 대통령은 1960년에 "총참모부, 국방부, 내무부" 및 기타 관리들을 정기적으로 한자리에 모으기 위해 국가안전보장회의를 설립했다.
내무부는 영토 관리와 관련하여 재정 및 공급 문제에 대한 감독권을 행사했다. 내무부의 책임은 경찰 업무 및 반란 대응과 관련된 문제부터 농촌 주민의 시민 행정에 이르기까지 다양했다. 내무부는 토지 개혁 프로그램에 간접적으로 영향을 미쳤다. 응오딘지엠 치하에서 남베트남 시골 전역의 성청장 직책에 육군 장교가 유입되면서 의도치 않게 민간 행정이 약화되었다.

### 대법원장
남베트남 국회는 1968년에 수도인 사이공(현재의 호찌민시)에서 회의를 열고 새로 채택된 헌법에 따라 쩐민띠엣과 그 외의 법조인 8명을 새로운 대법관으로 선출했다. 대법관은 "변호사, 검사, 재판장"에게만 자격이 주어졌다. 선출된 사람 가운데 100표 이상의 국회의 신임 투표를 받은 사람은 쩐민띠엣을 포함한 3명뿐이었다. 쩐민띠엣은 1967년부터 1968년 사이에 국회의원들로부터 응우옌반티에우 당시 대통령과 그의 행정부에 대해 공개적으로 비판적이었다는 지적을 받았음에도 불구하고 정직하고 소신을 굽히지 않는 독립적인 인물로 명성을 얻었다. 남베트남 국회가 대법원을 설립한 이후에 새로 선출된 9명의 의원은 쩐민띠엣을 초대 남베트남 대법원장으로 선출했다.
1967년에 개정된 베트남 공화국 헌법에는 대법원에 대한 조항이 포함되어 있었다. 이 법원은 "입법의 합헌성을 전달할 권한을 가진 최고 항소법원"으로 묘사되었다. 또한 법원은 "정당을 불법화할 권한이 있는 대통령 선거의 최종 판사"로도 활동할 예정이었다. 남베트남 의회는 심사 과정을 거쳐 대법원 구성원을 선출했다. 1967년 헌법에 따라 대법원은 합법적으로 입법부와 행정부의 동등한 지위를 갖게 되었지만 대통령은 강력한 권한을 유지했다. "행정부의 지배 원칙"은 남베트남의 정치에서 강력한 편이었고 대통령의 권력에 따라 지배되었다.

#### 쩐응옥쩌우 사건
쩐민띠엣 판사는 1970년에 남베트남에서 논란이 된 쩐응옥쩌우 사건에 대한 대법원 판결에 앞장섰다. 응우옌반티에우 대통령(재임 기간: 1967년 ~ 1975년)은 쩐응옥쩌우가 국회 대리인으로서 입법 면책 특권을 받았음에도 불구하고 법정에서 기소한 다음에 감옥에 보내기로 결심했다. 응우옌반티에우 대통령은 입법부에 강력한 정치적 압력을 가했고 의원들에게 위협을 가했다. 그 결과 쩐응옥쩌우는 남베트남 사법부에 체포되어 군사법원에서 재판을 받았다. 그러나 대법원은 쩐응옥쩌우의 징역형을 무효화했다. 한 평론가는 이 사건이 "군 사법부에 대한 시민의 우월성을 확립했으며 나아가 입법 및 사법 구조의 독립을 선언했다. 대법원은 형이 불법이라고 판결했지만... 그의 석방을 명령하지 않았다."고 평가한다.
"대법원은 결코 행정부의 권력 남용을 막는 심각한 장애물이 아니었고 구성원들도 그러한 가식을 발전시키지 않았다. 그러나 남베트남에 이식된 미국식 기관은 헌법에 대한 정부의 위반에 직면하여 시정의 길을 열어주었다. ... 쩐응옥쩌우가 증언할 수 있듯이 대법원 선언의 미묘함이 그의 출소를 보장하지는 않았다.... ¶ [아직] 처음으로 행정부가 [절대적으로 최고가] 아니었던 것이다."

#### 그 외의 판결
남베트남 대법원은 1970년에 무엇보다도 응우옌반티에우 행정부가 경제 정책의 일환으로 공포한 현행 "긴축세"가 위헌이라고 선언했다. 이 법적 판결로 인해 정부는 대체적인 인플레이션 방지 조치로 "평준화 세금" 도입을 시도해야 했다. 또 다른 사건에서 대법원은 "특별 군사 현장 재판소는 무엇보다도 위헌"이라고 판결했다.

## 재교육 수용소
1975년에 일어난 사이공 함락과 베트남 공산당의 통치가 시작된 이후에 쩐민띠엣은 재교육 수용소에 신고해야 했다. 그 뒤로 롱타인현 재교육 수용소로 이송되었는데 이 곳에서 멸망한 남베트남 정부에서 "수백 명의 고위 판사, 내각 구성원, 상원의원, 하원의원, 지방 총독, 구청장, 다양한 행정 및 기술 부서장, 정당 지도자"가 있었다. 그들은 베트남 공산당의 마르크스-레닌주의에 따른 새로운 지시를 받았다. 쩐민띠엣은 몇 년 뒤 투득시 감옥으로 옮겨졌다가 나중에 석방되었다.

## 자유, 망명
공산주의 체제의 수감에서 풀려난 쩐민띠엣은 결국 프랑스로 떠날 수 있게 되었다. 쩐민띠엣은 처음에 프랑스에 정착했지만 그와 그의 가족은 나중에 미국으로 이주하게 된다. 쩐민띠엣은 캘리포니아주 몬테레이파크에 거주하다가 1986년 4월 18일에 사망했다. 그의 사회적 정체성에는 베트남 남부 출신의 가톨릭 신자가 포함되었다.

## 참고 문헌
- Dennis J. Duncanson, Government and Revolution in Vietnam (Oxford University 1968).
- Allan E. Goodman, Politics in War. The bases of political community in South Vietnam (Harvard University 1973).
- Charles A. Joiner, The Politics of Massacre. Political processes in South Vietnam (Temple University 1974).
- Howard R. Penniman, Elections in South Vietnam (Washington: A.E.I.; & Stanford: Hoover Inst. 1972).
  - John C. Donnell and Charles A. Joiner, editors, Electoral Politics in South Vietnam (Lexington: D. C. Heath 1974).
  - Keesing's Research Report, editor, South Vietnam: A political history 1954-1970 (New York: Scribner's Sons 1970).
- Elizabeth Pond, Vụ Án Trần Ngọc Châu (Westminster: Vietbook USA 2009).
- Tran Ngoc Chau with Ken Fermoyle, Vietnam Labyrinth (Texas Tech University 2012).